# Деспот
Деспот (од грч. δεσπότης [] — „господар”), била је старија византијска дворска титула која је додјељивана синовима или зетовима владајућег цара, а првобитно је означавала престолонасљедника. Из Византијског царства се током средњег вијека проширила на Балканско полуострво, а додјељивана је и у државама које су биле под византијским утицајем, као што су Латинско царство, Бугарска, Србија и Трапезунд. То је довело до уздизања неколико кнежевина на ранг „деспотовине” које су постојале као независне државе или као зависна територија кнежева који су имали и титулу деспота, међу којима су најпознатије Епирска деспотовина, Морејска деспотовина и Српска деспотовина. Супруга деспота је била деспотица (од грч. δεσπότισσα).
У савременом значењу, ријеч је стекла другачије значење: деспотизам је облик владавине у коме један појединац влада са апсолутном влашћу. Семантичком промјеном термин је изједначен са термин „тиранин”, античком грчком ријечју која првобитно није имала негативно значење и латинском ријечју „диктатор”, владар који има потпуни ауторитет у Римској републици. У савременом говорном грчком језику, ријеч се често користи за епископе.

## Списак познатих носиоца титуле

### Српско царство и државе насљеднице
| Име                                                      | Посједовање                   | Додијелио                              | Биљешке | Референце    |
| -------------------------------------------------------- | ----------------------------- | -------------------------------------- | --- | ------------ |
| Марина Смилец                                            | 1298—7. април 1355            | Смилец                                 | „Праве мајке Царевине Срба и Грка”. Тета Стефана Душана. | [ 1 ]        |
| Јован Оливер                                             | 1334—1356                     | Андроник III Палеолог                  | Аутономни српски великаш, титулу деспота добио од Андроника III послије византијско-српског мировног споразума 1334. године | [ 2 ]        |
| Симеон Урош                                              | 1345/1346—1363                | Стефан Урош IV Душан                   | Полубрат Стефана Душана, титулу је добио након Душановог крунисања за цара. Владар Епира, прогласио се царем 1356. године и покушао да устави контролу над Србијом али неуспјешно. Владар Тесалије и већине Епира од 1359. до смрти око 1370. године                                                                                     | [ 3 ]        |
| Јован Комнин Асен                                        | 1345/1346—1363                | Стефан Урош IV Душан                   | Дјевер Стефана Душана, титулу је добио након Душановог крунисања за цара. Владар Валоне све до своје смрти | [ 4 ]        |
| Иваниш                                                   | fl. 1348                      | Стефан Урош IV Душан                   | Близак рођак Стефана Душана. Владар области у Топлици | [ 5 ]        |
| Дејан                                                    | Послије августа 1355          | Стефан Урош IV Душан или Стефан Урош V | Дјевер Стефана Душана. Владар области у околини Куманова | [ 6 ]        |
| Ђин Буа Спата                                            | око 1360/1365 — око 1399/1400 | Симеон Урош                            | Албански племенски вођа, почетком шездесетих година 14. вијека као деспота и владара Етолије га је признао српски цар и владар Тесалије Симеон Урош. Он је дефакто био независтан, а 1374. године је анектирао Деспотовину Арту и покренуо неуспјешне нападе на Јонију                                                                   | [ 7 ] [ 8 ]  |
| Петар Лоша                                               | Око 1360/1365—1374            | Симеон Урош                            | Албански племенски вођа, почетком шездесетих година 14. вијека као деспота и владара Акарнаније (га је признао српски цар и владар Тесалије Симеон Урош. Он је дефакто био независтан и напао је Тому Прељубовића у Јонији, прије него што је постигао договор са њим. Умро је од куге 1373/1374. године                                 | [ 9 ] [ 10 ] |
| Вукашин Мрњавчевић                                       | 1364—1365                     | Стефан Урош V                          | Једна од најмоћнијих српски великаша за вријеме Стефана Душана, титулу деспота му је 1364. године и потом краља савладара додијелио Стефан Урош V. Он је дефакто постао независтан 1368. године, а Османлије су га убиле у бици на Марици 1371. године                                                                                   | [ 11 ]       |
| Угљеша Мрњавчевић                                        | 1365—1371                     | Стефан Урош V                          | Брат Вукашина Мрњавчевића, титулу деспота је наслиједио од свог брата и постао је владар Сера заједно са Душановом удовицом Јеленом Бугарском. Од око 1368. године био је дефакто независтан владар, све до своје смрти у бици на Марици 1371. године                                                                                    | [ 12 ]       |
| Јован Драгаш                                             | 1365 — око 1378               | Стефан Урош V                          | Брат од тетке Стефана Уроша V и нећак Стефана IV Душана, са братом Констатином Драгашом владао је посједима источно од Команова до Велбужда. Од битке на Марици био је османски вазал | [ 13 ]       |
| Српска деспотовина                                       |                               |                                        | |              |
| Стефан Лазаревић                                         | 1402—1427                     | Манојло II Палеолог                    | Владар Србије као османски вазал. Добио је титулу деспота током посјете Цариграду 1402. године. Владао је Српском деспотовином као аутономни господар све до своје смрти 1427. године | [ 14 ]       |
| Ђурађ Бранковић                                          | 1429—1456                     | Манојло II Палеолог                    | Насљедник Стефана Лазаревића као владар Србије од 1427. године, стекао је титулу деспота 1429. године. Османски вазал је поста 1428. године | [ 15 ]       |
| Лазар Бранковић                                          | 1440е—1458                    | Манојло II Палеолог                    | Син и насљедник Ђурђа Бранковића, стекао је титулу деспота током очеве владавине | [ 16 ]       |
| Стефан Бранковић                                         | 1458—1459                     | непознато                              | Син Ђурђа Бранковића, владар Србије. Збачен с власти у корист Стефана Томашевића |              |
| Стефан Томашевић                                         | Април—јун 1459                | непознато                              | Краљ Босне, постао је посљедњи српски владар након његове женидбе са Јеленом, кћерком Лазара Бранковића. , the daughter of Lazar Branković. Преузео је титулу деспота (или га је можда наградила Лазарева удовица, византијска принцеза Јелена Палеолога). Његову пријестолницу Смедерово су освојиле Османлије неколико мјесеци касније | [ 16 ]       |
| Титуларни деспоти у изгнанству под угарским сизеренством |                               |                                        | |              |
| Вук Гргуревић                                            | 1471—1485                     | Матија Корвин                          | Унук Ђурђа Бранковића |              |
| Ђорђе Бранковић                                          | 1486—1496                     | Матија Корвин                          | Син Стефана Бранковића |              |
| Јован Бранковић                                          | 1486—1502                     | Владислав II                           | Син Стефана Бранковића |              |
| Иваниш Бериславић                                        | 1504—1514                     | Владислав II                           | Оженио удовицу Јована Бранковића, Јелену Јакшић |              |
| Стеван Бериславић                                        | 1514—1521                     | Владислав II                           | Син Иваниша Бериславића |              |
| Радич Божић                                              | 1527—1528                     | Јован I Запоља                         | |              |
| Павле Бакић                                              | 1537                          | Фердинанд I                            | |              |